# Apaustina
De Apaustina zijn een subtribus van vlinders in de familie van de dikkopjes (Hesperiidae). 

## Geslachten
- Adopaeoides Godman, 1900
- Ancyloxypha C. Felder, 186
- Apaustus Hübner, 1819